# Centre d'action des gauches indépendantes
 (octobre 2024).
Si vous disposez d'ouvrages ou d'articles de référence ou si vous connaissez des sites web de qualité traitant du thème abordé ici, merci de compléter l'article en donnant les références utiles à sa vérifiabilité et en les liant à la section « Notes et références ».
Le Centre d'action des gauches indépendantes (CAGI) est un ancien parti politique français.
Le CAGI est constitué en 1953 dans la foulée du cartel des gauches indépendantes, dit aussi cartel des gauches indépendantes et neutralistes, qui rassemblait en 1951 des candidats issus de la gauche trotskiste, des chrétiens de gauche et des résistants. On y trouve ainsi Jean Heinemann, René Fouret, Jean Rous, Yves Dechezelles, Charles d'Aragon, Paul Boulet, l'abbé Pierre et Pierre Cot.
Malgré l'échec électoral, certains de ces militants se regroupent en 1953, et confie l'animation du parti à Jacques Nantet, issu de la Jeune République.
Le CAGI participe ensuite aux divers regroupements de la « Nouvelle gauche » qui aboutissent à la création de l'Union de la gauche socialiste en 1957.